# Museum Altomünster

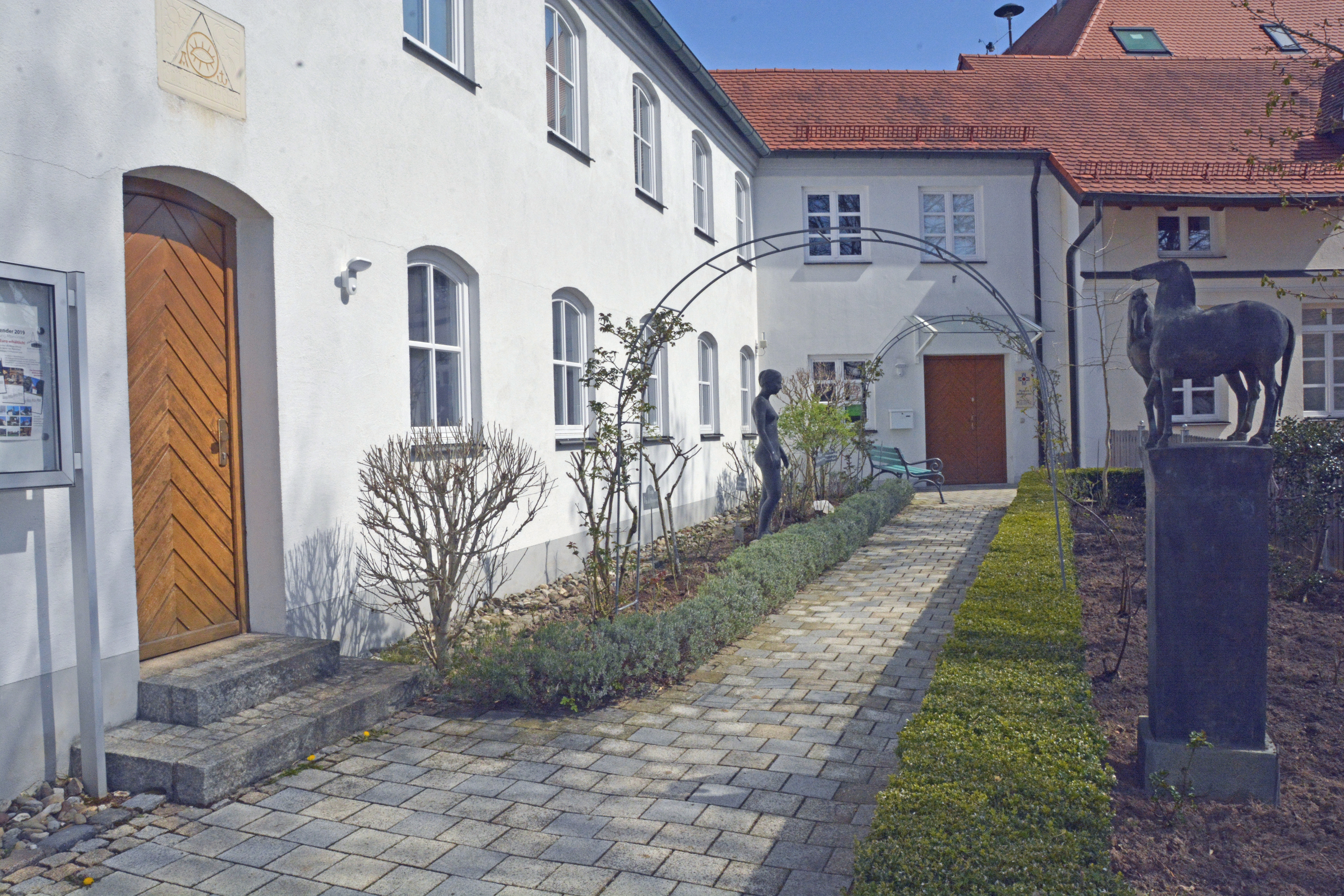
Museum Altomünster (2019)

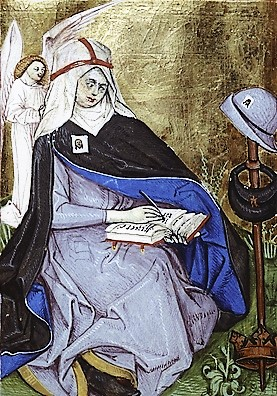
Die heilige Birgitta, Darstellung aus dem Jahr 1476

Das Museum Altomünster ist ein kirchengeschichtliches Spezialmuseum zum Birgittenorden und seiner letzten deutschen Niederlassung in Altomünster (Landkreis Dachau) in Bayern. Es wurde 1997 eröffnet. Es hat sich zu einem kleinen Kulturzentrum für Ausstellungen und Veranstaltungen weiterentwickelt.

## Geschichte
Im Jahr 1989 entstand in Altomünster ein Museums- und Heimatverein, der 1994 zwei renovierungsbedürftige Häuser als Erbbauberechtigter übernahm, in Eigenleistung sanierte und zeitgerecht zur 500-Jahr-Feier der Übernahme des Klosters durch den Birgittenorden im Jahr 1497 eröffnete. Der geplante zweite Bauabschnitt – die Einrichtung eines Heimatmuseums für den Markt Altomünster – wurde aufgegeben und stattdessen eine Museumsgalerie für Wechselausstellungen eingerichtet. So entwickelte sich das Museum zur Keimzelle eines Kulturzentrums, in dem viele Wechselausstellungen und andere kulturelle Veranstaltungen stattfinden. Die Existenz des ehrenamtlich durch den Museumsverein geführten Museums ist 2013 durch eine Zweckvereinbarung mit der Marktgemeinde langfristig gesichert worden.
2001 wurde das Museum mit dem Bayerischen Museumspreis ausgezeichnet.

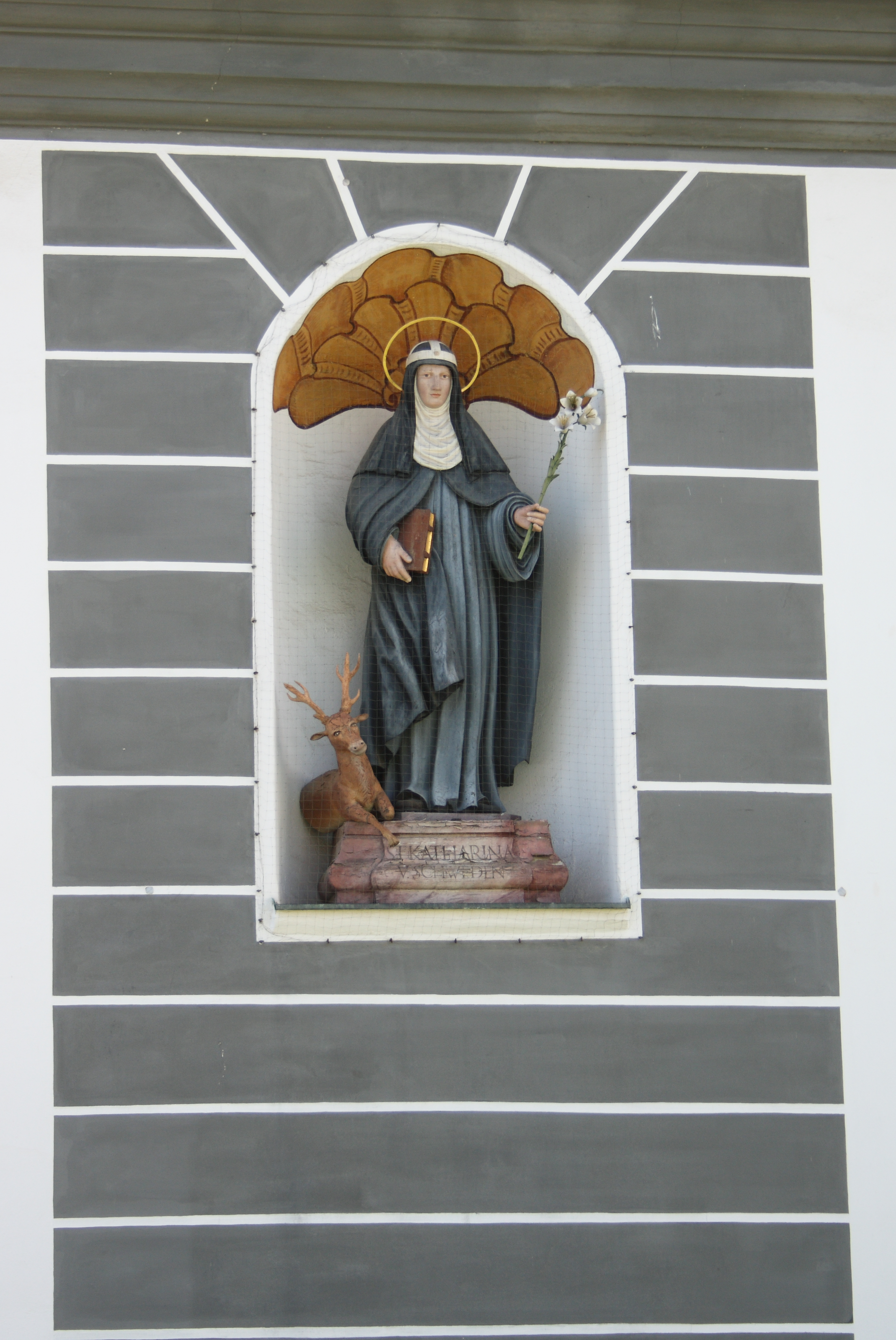
Figur der Hl.Birgitta in Altomünster

## Ausstellung
Das Thema der Dauerausstellung im Museum ist die Geschichte des Birgittenordens in Europa und seiner Gründerin, der Hl. Birgitta von Schweden. Neben dem ehemaligen Kloster in Altomünster wird auch auf das Mutterkloster in Schweden und auf ein Kloster in England eingegangen. Diese Dokumentation hat historischen Wert, da das Kloster Altomünster 17. Januar 2017 auf Basis eines vatikanischen Dekrets vom 18. November 2016 nach mehr als 500 Jahren aufgelöst wurde. Bis 2015 bestand der Konvent aus drei, ab dann nur noch aus zwei Nonnen.